# 砂川堀
砂川堀（すながわぼり）は、埼玉県所沢市、富士見市、ふじみ野市、入間郡三芳町を流れる都市下水路である。砂川堀都市下水路・砂川堀雨水幹線とも呼ばれる。荒川水系新河岸川の支流である。

## 地理
埼玉県所沢市堀之内のさいたま緑の森博物館所沢市域にある堂入沼に源を発し、早稲田大学の演習林と湿地を含むB地区の沢を通って北東に流れる。上流部は狭山丘陵北側の湿地であり自然河川である。所沢市北野新町の埼玉県立所沢西高等学校付近には調節池があり、普段は池の中央に設けてある細い溝を流れている。
さらに北東に流れ、西武池袋線、西武新宿線と交差する。埼玉県道6号川越所沢線付近は暗渠となっていて道路に沿って流れている。近年までコンクリートの蓋が残っていたが、現在は舗装されている。関越自動車道、国道254号、東武東上線などと交差し、富士見市南畑付近で新河岸川に合流する。
上流部は「砂川」、下流は「砂川堀都市下水路」という名称で呼ばれている。
弁天橋と栄橋の間にあたるふじみ野市苗間には川底に湧水があり、砂川堀湧水と名づけられている。

## 河川施設
- せせらぎ水路 - 国道463号の境橋から、流れは地下に設けられている砂川堀雨水幹線という直径3.75mの導水管へ入り、しばらく地上から姿を消す。旧流路には人工的な水路がつくられ、せせらぎ水路と呼ばれる。この水は地下水を利用している。榎町辺りから地下を流れていた砂川堀も姿を現す。
- 下富調節池 - 下富地区にある大きな池。
- 蛇島遊水地（西・東池） - 砂川堀と新河岸川の合流点にある遊水地。

## 流域の自治体
- 埼玉県
  - 所沢市 - 入間郡三芳町 - ふじみ野市 - 富士見市

## 橋梁
下流より記載
- 勝瀬橋（富士見川越バイパス）
- 花影橋
- 渡戸橋
- 竹際橋
- 栄橋
- 東和橋
- 弁天橋
- （東武東上線）
- 旭橋
- 金山橋
- 弁天橋（弁天の森・東原親水公園）
- 大井橋（国道254号・川越街道）
- 織部橋
- 永代橋
- 永代二橋
- 永代三橋
- 坂下橋
- （関越自動車道）
- （関越自動車道側道）
- 東栄二橋（地蔵通）
- 東栄橋
- 永久保橋（埼玉県道56号さいたまふじみ野所沢線）
- 永久保一橋
- 永久保二橋
- 永久保三橋
- 永久保四橋
- 永久保五橋
- 永久保境橋
- 富の橋（埼玉県道126号所沢堀兼狭山線）
- （松葉通り）
- 花園橋（埼玉県道6号川越所沢線）
- （西武新宿線（新所沢駅北側））
- 本橋（埼玉県道50号所沢狭山線）
- 境橋（国道463号行政道路）
- （小手指陸橋通り）
- 砂川堀函渠（西武池袋線（小手指車両基地の地下を流れる））
- 誓詞橋（国道463号所沢入間バイパス）
- 不動橋（狭山湖通り）
- 寺山橋（三ヶ島文教通り）
- 澱粉橋（埼玉県道179号所沢青梅線）
- 三ヶ島橋（埼玉県道179号所沢青梅線）